# مرسدس-بنز کلاس-ایکس
مرسدس-بنز کلاس-ایکس (یا به انگلیسی: Mercedes-Benz X-Class) یک وانت لوکس محصول خودروساز آلمانی، شرکت مرسدس-بنز - از زیرمجموعه‌های دایملر آ گ، است که در ژوئیه ۲۰۱۷ در شهر کیپ‌تاون از آن رونمایی شد. شاسی و قسمت‌هایی از بدنه این خودرو بر پایه نیسان ناوارا طراحی شده که با فناوری و ویژگی‌های مرسدس-بنز آمیخته شده‌است. این خودرو در آخر ۲۰۱۷ عرضه شد.

## توسعه

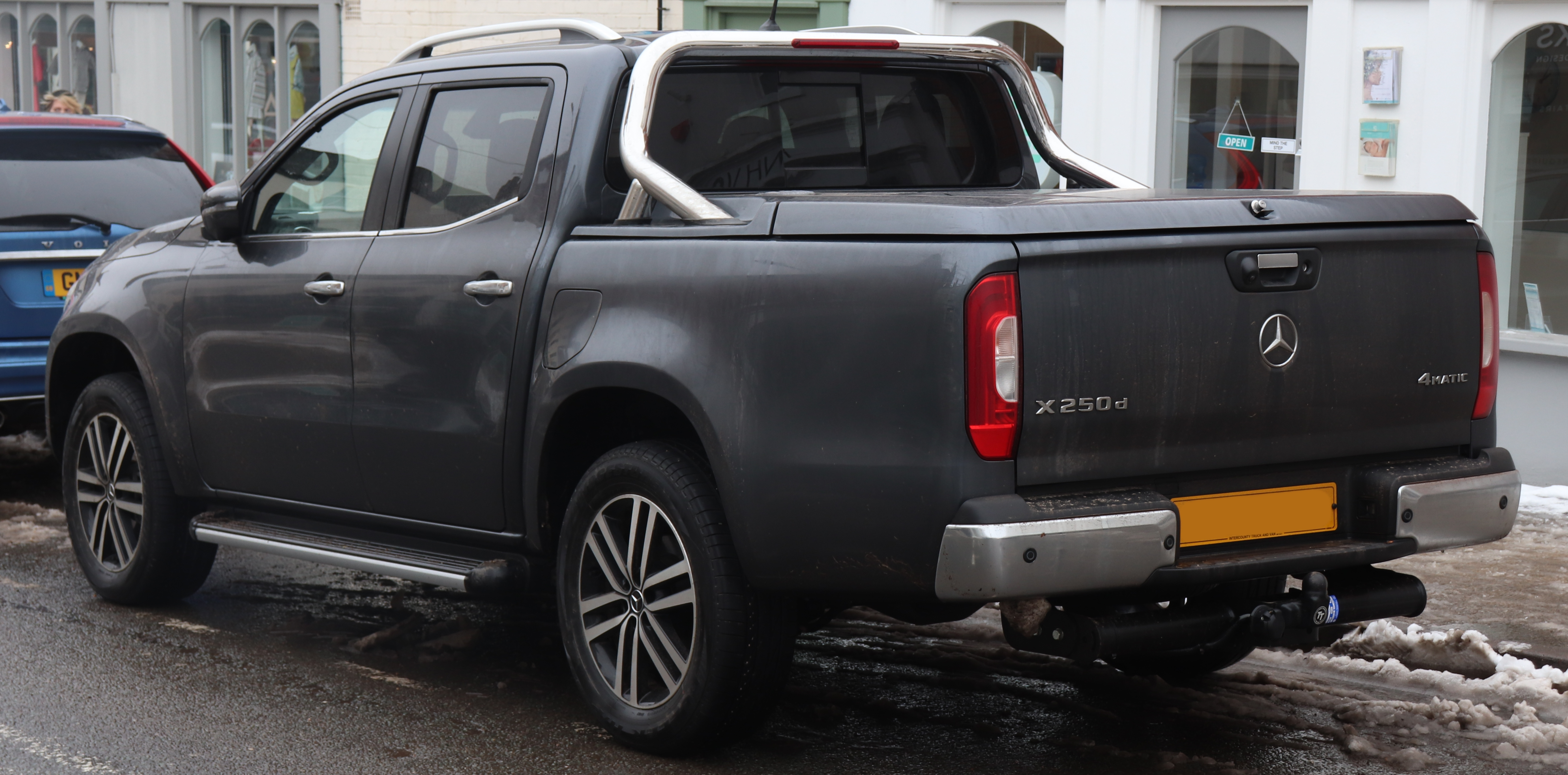
نمای پشت مرسدس بنز مدل X250 Power D 4MATIC

در سال ۲۰۱۵ بود که مرسدس-بنز اعلام کرد در حال کار روی یک وانت است. تخمین زده می‌شد این خودرو در سال ۲۰۱۷ روانه بازار شود. این خودرو که با همکاری نیسان-رنو طراحی و توسعه یافته قرار بود در کارخانجات اروپایی و آمریکای جنوبی نیسان-رنو مونتاژ شود.
در ۲۵ اکتبر ۲۰۱۶ مرسدس-بنز از طرح مفهومی کلاس-ایکس خود به عنوان اولین و واقعی‌ترین وانت «پریمیوم» دنیا یاد کرد. همین‌طور گفته شد که قرار است این وانت لوکس تنها در اروپا، آمریکای لاتین و آفریقا عرضه شود. در این بین احتمال می‌رفت آفریقای جنوبی که در آن وانت از محبوب‌ترین نوع خودروها حساب می‌شود، علاقه زیادی به کلاس-ایکس از خود نشان دهند.
عرضه این خودرو از سال ۲۰۱۷ در اسپانیا آغاز شد.

## تبلیغات
در ۱۹ ژوئیه ۲۰۱۷ تبلیغی از این خودروی جدید مرسدس-بنز پخش شد.